# Ойос-и-Винент, Антонио де
Анто́нио де О́йос-и-Вине́нт, третий маркиз де Винент (исп. Antonio de Hoyos y Vinent, 1885, Мадрид — 1940, Мадрид) — испанский прозаик и драматург.

## Биография
Получил блестящее образование в Вене, Оксфорде, Мадриде. Открытый гомосексуал, декадент, 
денди, выросший на образцах европейской культуры «конца века», Ойос-и-Винент по рождению принадлежал к верхам испанского общества и, вместе с тем, всегда воспринимался ими как фигура чуждая и вызывающая. Его ввела в литературные круги влиятельная писательница Эмилия Пардо Басан (она сопроводила предисловием его дебютный роман «Спорный вопрос», 1903), колоритные заметки о нём оставил Рафаэль Кансинос-Ассенс, он дружил с выдающейся испанской танцовщицей Кармен Тортола Валенсия. По политическим взглядам принадлежал к анархизму, в период гражданской войны входил в Федерацию анархистов Иберии, публиковался в газете «Синдикалист». По окончании войны был арестован франкистами, скончался в тюрьме.

## Творчество
Автор нескольких десятков романов, сборников новелл и эссе, выступал как драматург. По его собственному признанию (1916), лейтмотивы его книг — это «грех и ночь». Периодом наибольшей активности и известности писателя были 1910—1920-е годы, тогда же несколько его произведений перевели на французский и итальянский языки.

## Посмертная судьба
Интерес к экстравагантной фигуре и творчеству Ойоса-и-Винента во многом возродил Луис Антонио де Вильена, чей очерк о забытом авторе вошел в книгу «Корсары в желтых перчатках» (1983). Говоря шире, Ойос-и-Винент, как и ряд других альтернативных фигур «конца-начала века» (Армандо Бускарини, Алехандро Сава), стал знаковым для испанских писателей поколения «новейших»: так Пере Жимферрер посвятил ему стихотворение «Колокольчики» (с отсылкой к книге новелл Ойоса-и-Винента Колокольчики госпожи Умалишённой, 1916). Начиная с 1980-х годов, ряд книг Ойоса-и-Винсента были переизданы, о нём написаны монографии, защищаются диссертации и т. п.